# L'Interdit
L'Interdit est un parfum féminin de Givenchy, créé en 1954 et sorti en 1957.

## Création
L'Interdit est secrètement créé en 1954 et est uniquement porté par l'actrice britannique Audrey Hepburn, à qui il est donné en cadeau par Hubert de Givenchy, qui l'avait habillée. Il fait pour cela appel à un laboratoire de Grasse, Roure Bertrand Dupont (de nos jours Givaudan), qui part sur une base d'aldéhydes, rappelant l'odeur des pressings chics, étant un parfum typique des années 1950, où l'on commence à utiliser pour les jus des odeurs de l'univers fonctionnel. Dans ces années-là, les parfumeurs utilisent également souvent des bouquets de senteur, alors que de nos jours, les notes sont plus linéaires ; L'Interdit comporte ainsi de la fève tonka en note de fond. Olfactologue chez Givenchy, Françoise Donche note que « sans être sulfureux, L'Interdit évoque une séduction passionnelle. Le côté espiègle des notes de tête se révèle finalement assez sensuel, l'œillet n’est pas si sage et le clou de girofle, une épice brûlante, apporte une touche clairement enivrante ». Il fait partie de la famille « floral aldéhydé ».
En 1957, Hubert de Givenchy décide de commercialiser le parfum, ce à quoi Audrey Hepburn lui rétorque : « Mais je vous l'interdis ». La star lève finalement son interdiction et participe en cela à donner le nom au parfum.

## Succès
L'Interdit remporte rapidement du succès, avec 4000 ventes en France les premiers jours, chiffre prometteur à une époque où il n'y a pas de distribution à l'étranger.

## Publicité
Le flacon est en forme de dé et bénéficie, pour sa promotion (plus tardive) aux États-Unis, du travail du photographe Richard Avedon et bientôt de l'image d'Audrey Hepburn, qui pose pour Bert Stern.

## Postérité
On compte parmi les marques influencées : 
- Calandre de Paco Rabanne (1969)
- Rive Gauche d'Yves Saint Laurent (1971)
- White Linen d'Estée Lauder (1978)
- Loulou de Cacharel (1987)
- Iris Poudre de Pierre Bourdon aux éditions de parfums Frédéric Malle (2003)
- Essence Eau de Musc de Narciso Rodriguez (2011)
- L'Eau froide de Serge Lutens (2012)